# Матесалька
Матесалька (угор. Mátészalka) — місто в медьє Саболч-Сатмар-Береґ в Угорщині.
Місто займає площу 41,40 км², там проживає 17   216 жителів (за даними 2010 року). За даними 2001 року, серед жителів міста 96 % — угорці, 3 % — цигани, 1 % — німці.
Друге за величиною місто в медьє. Розташоване за 52 кілометрах на схід від міста Ньїредьгаза і за 77 км на північний схід від міста Дебрецен. У місті Матесалька знаходиться залізнична станція. Через місто проходить автодорога 471.

## Міста-побратими
- Мукачево, Україна
- Оберкохен (Німеччина)
- Зевенар (Нідерланди)

## Галерея

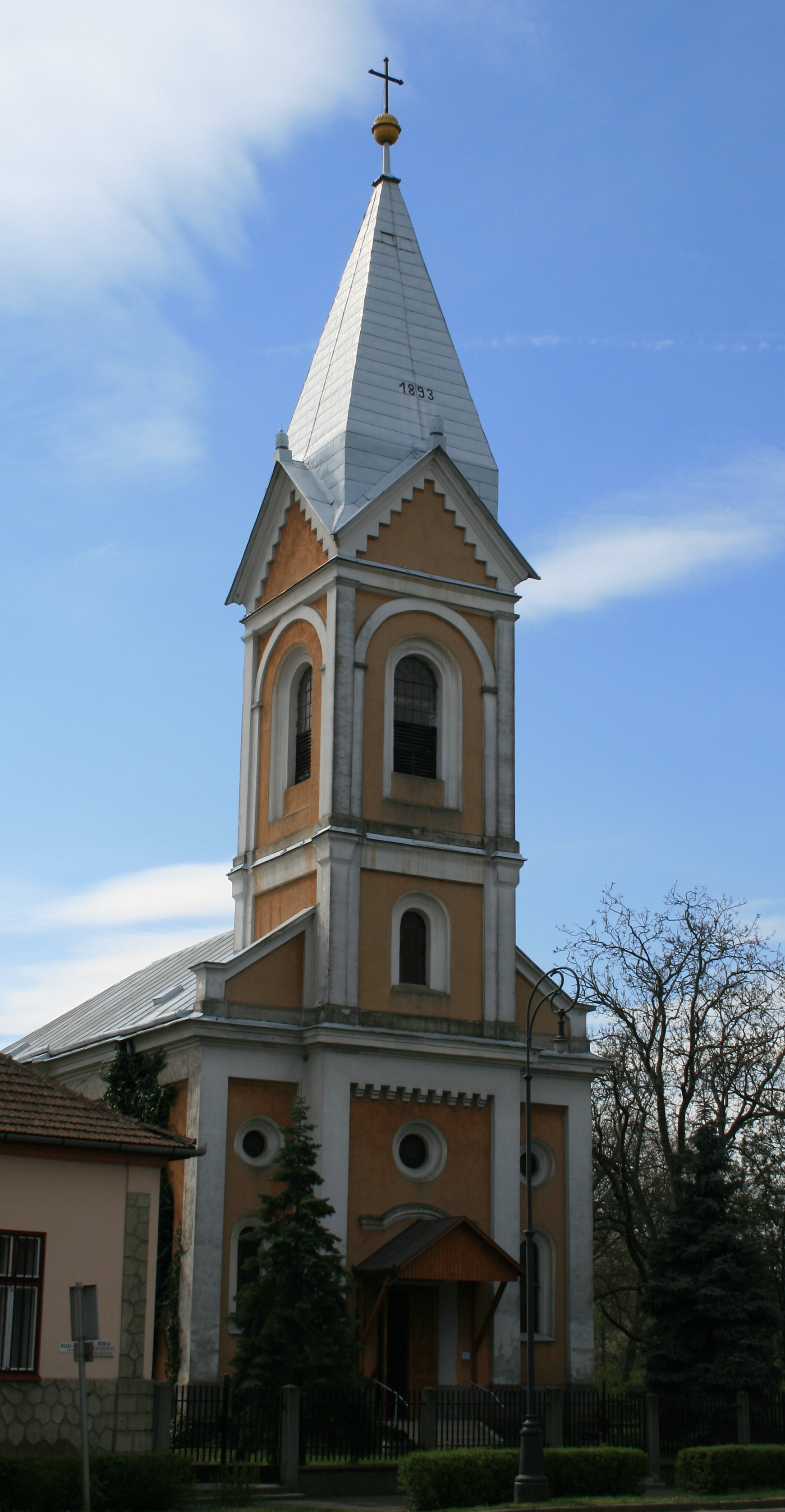
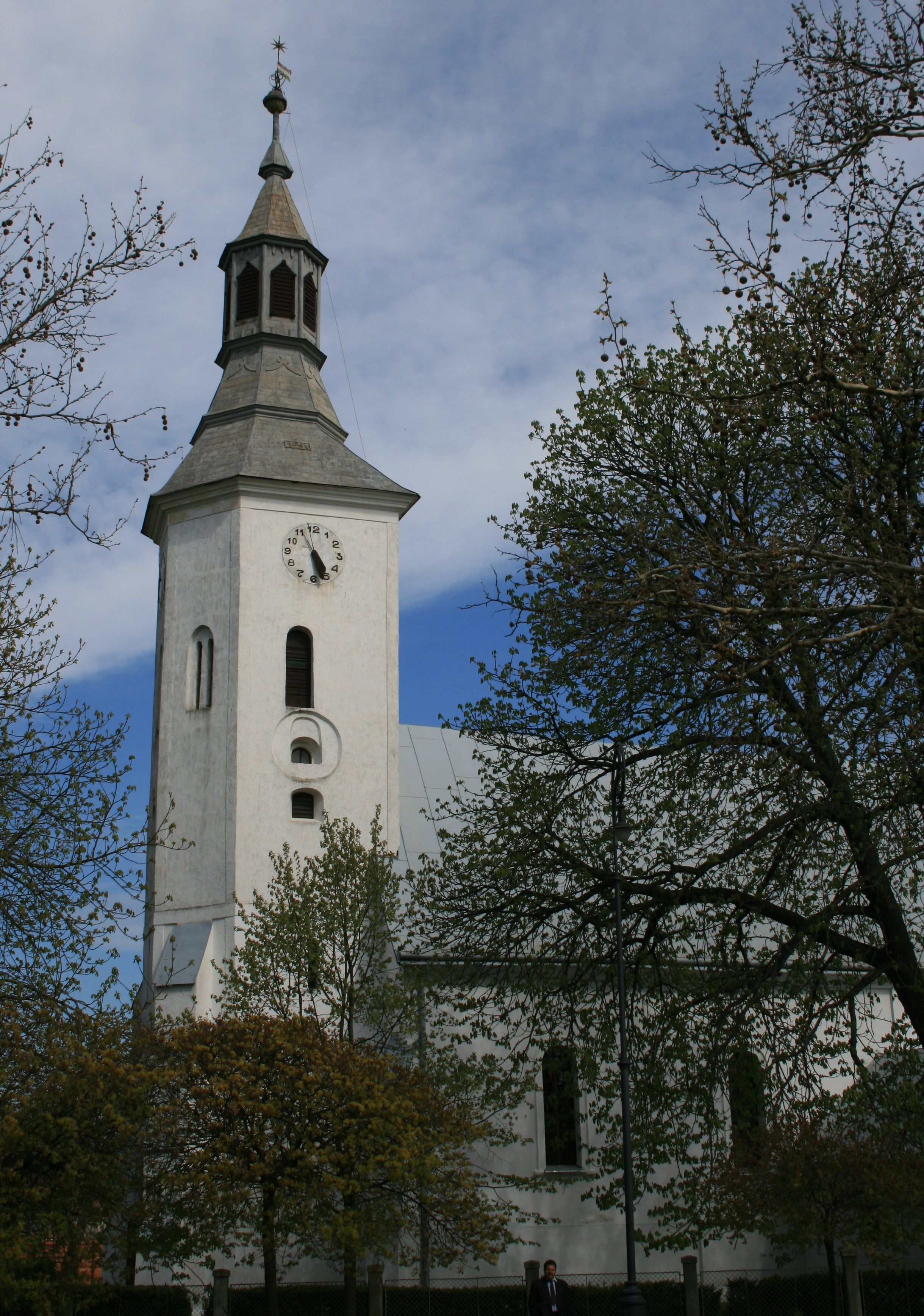
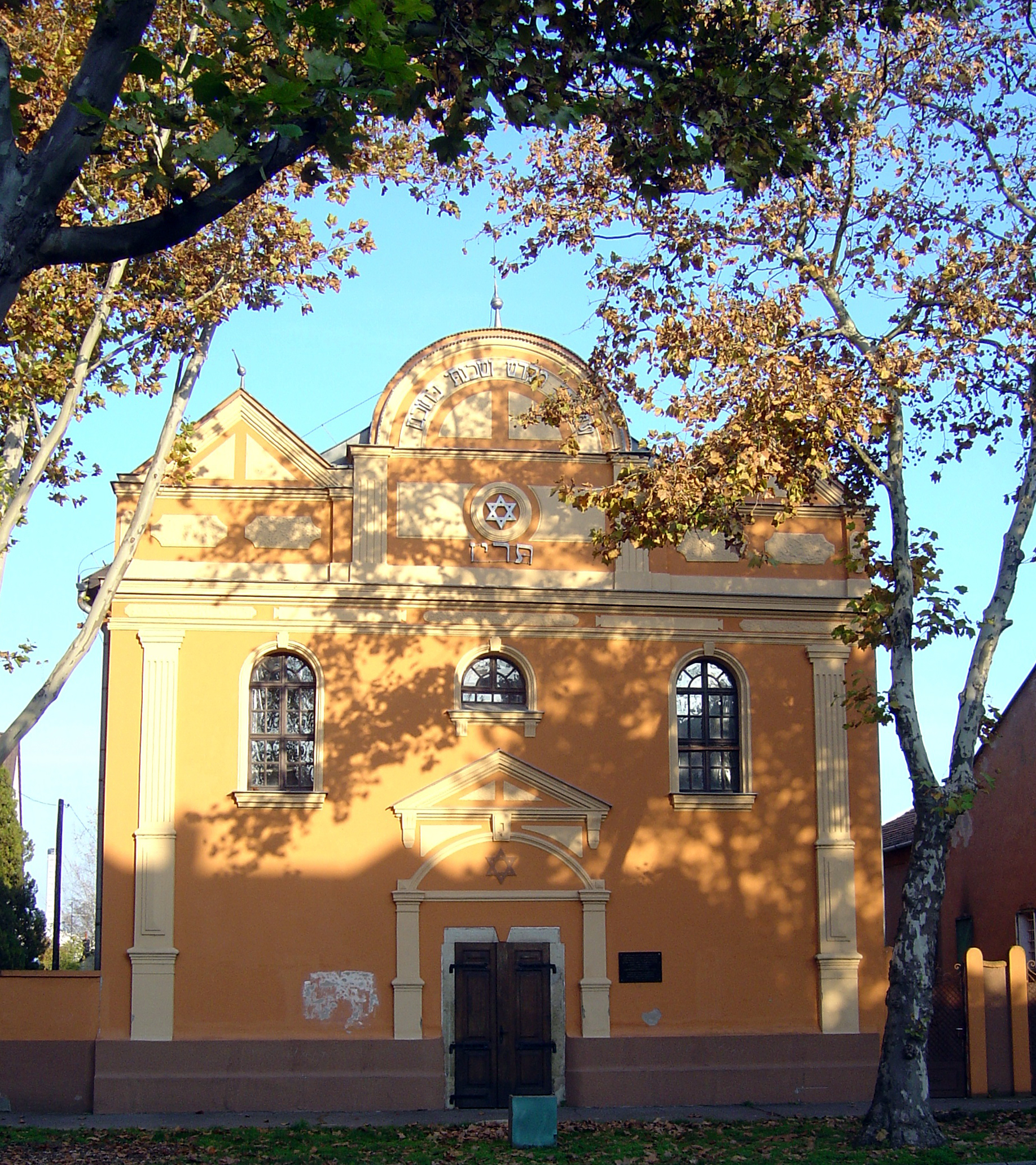
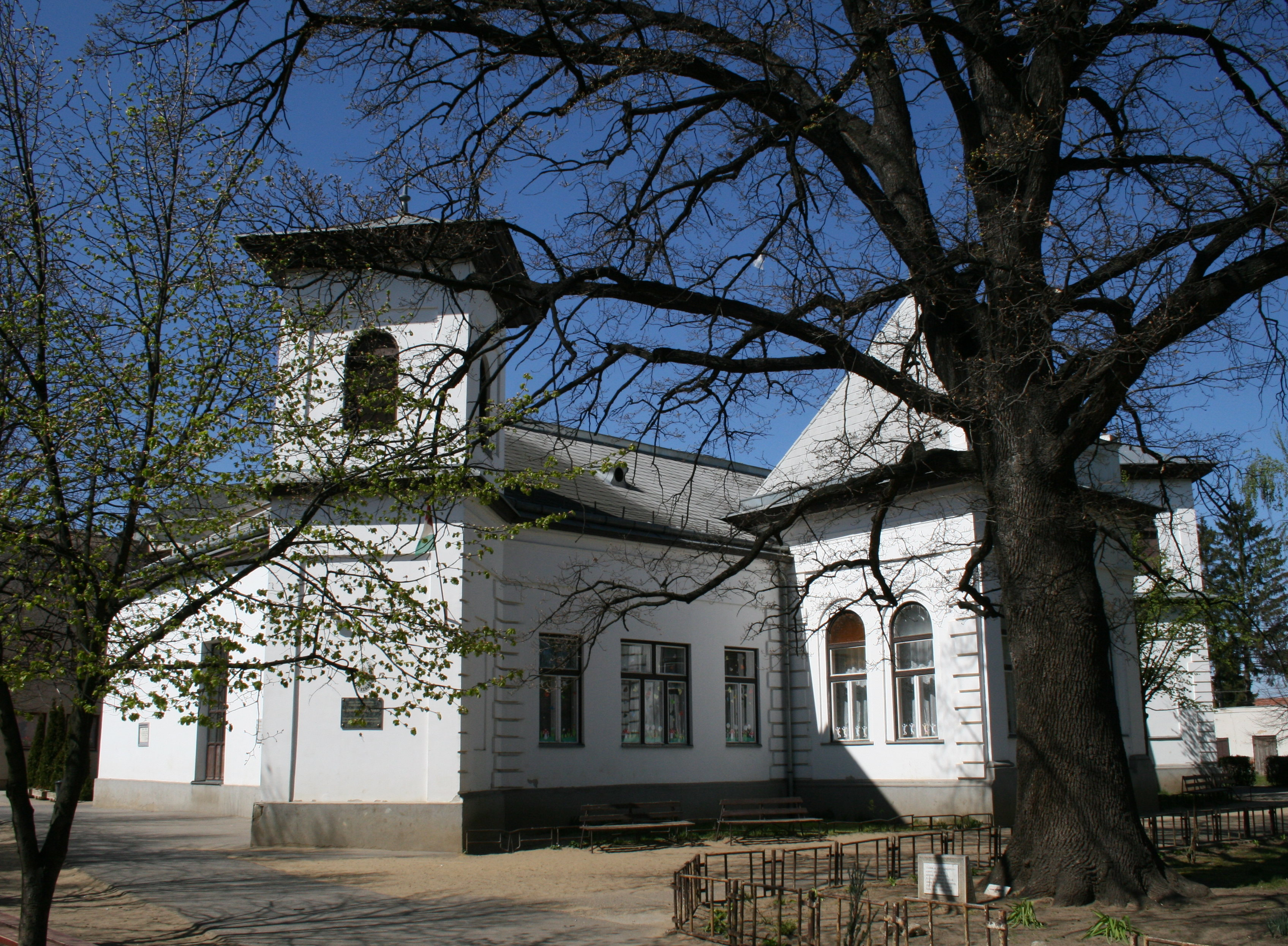
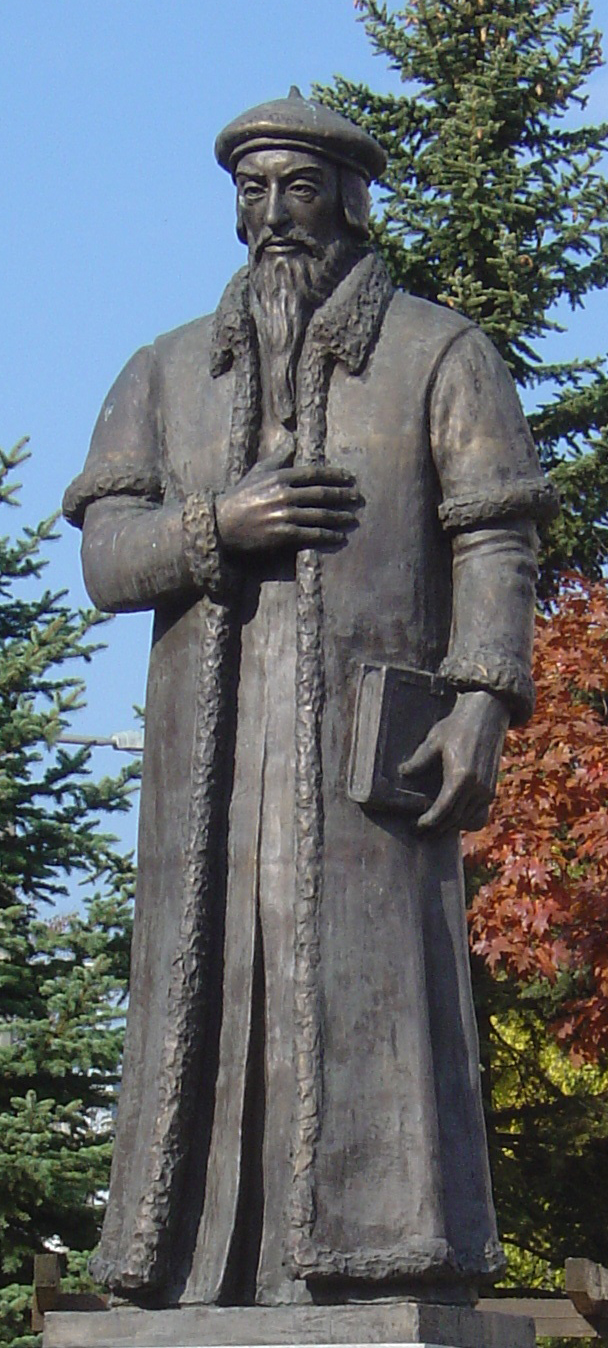
Жан Кальвін
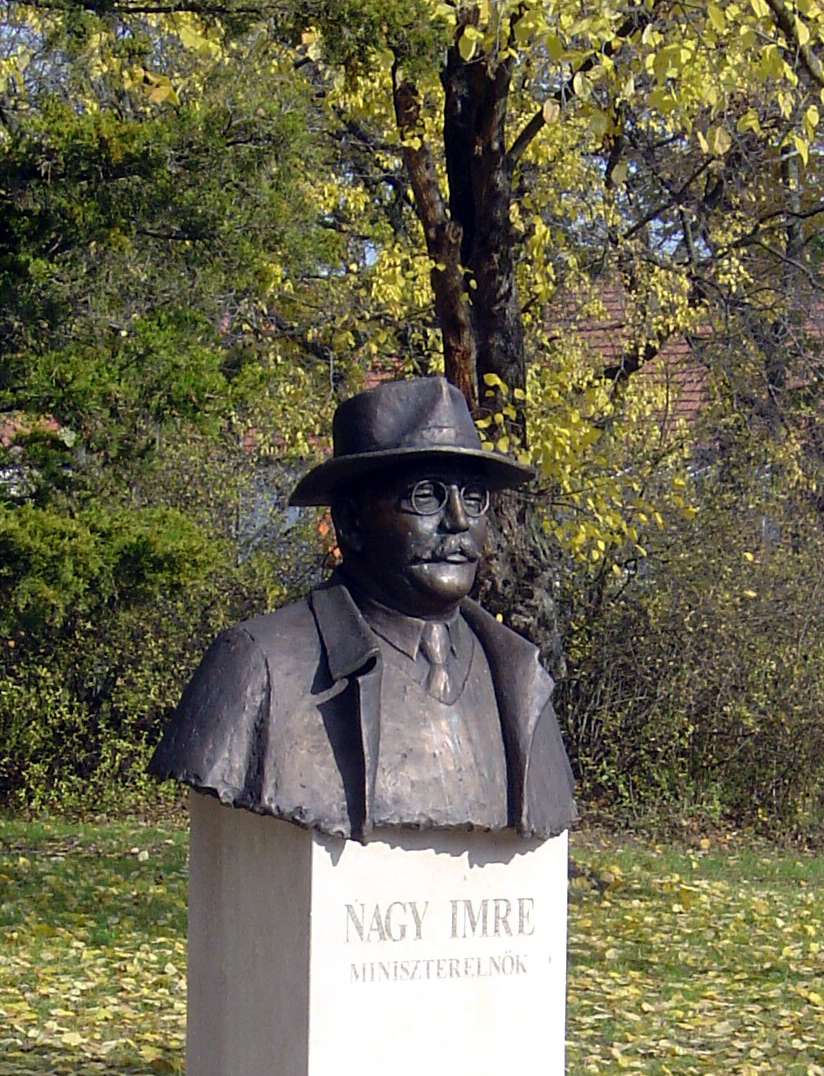
Надь Імре
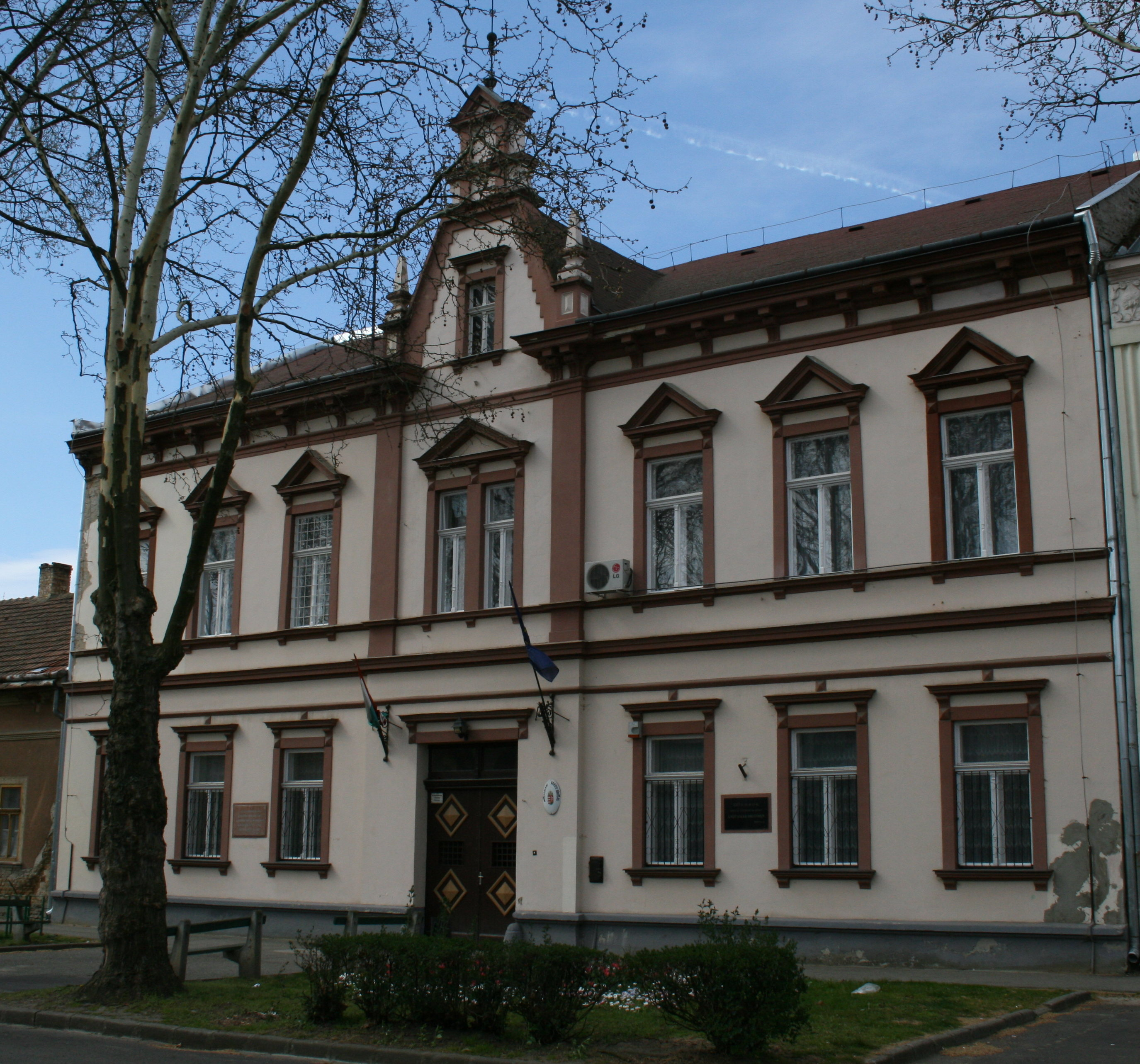
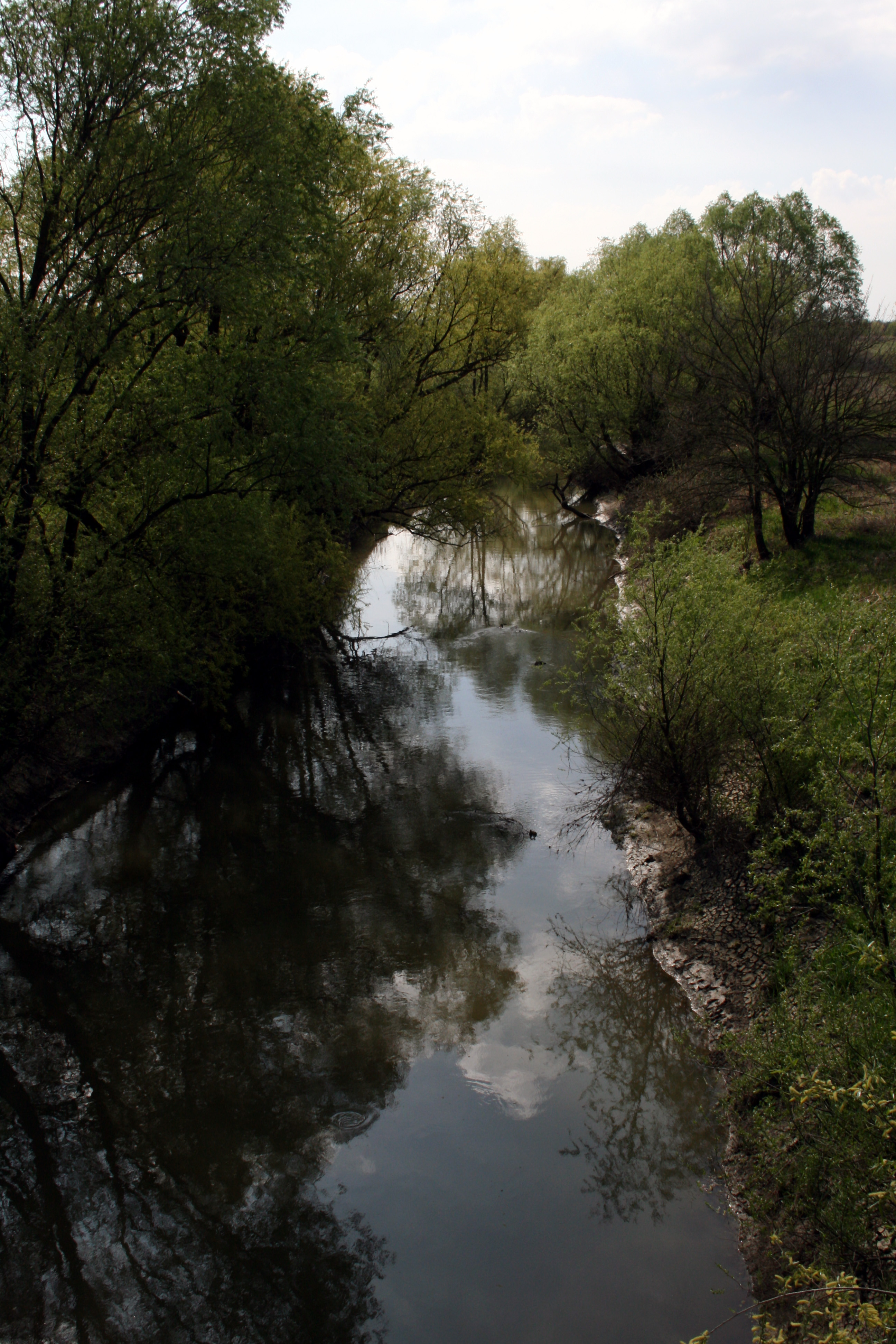
Красна
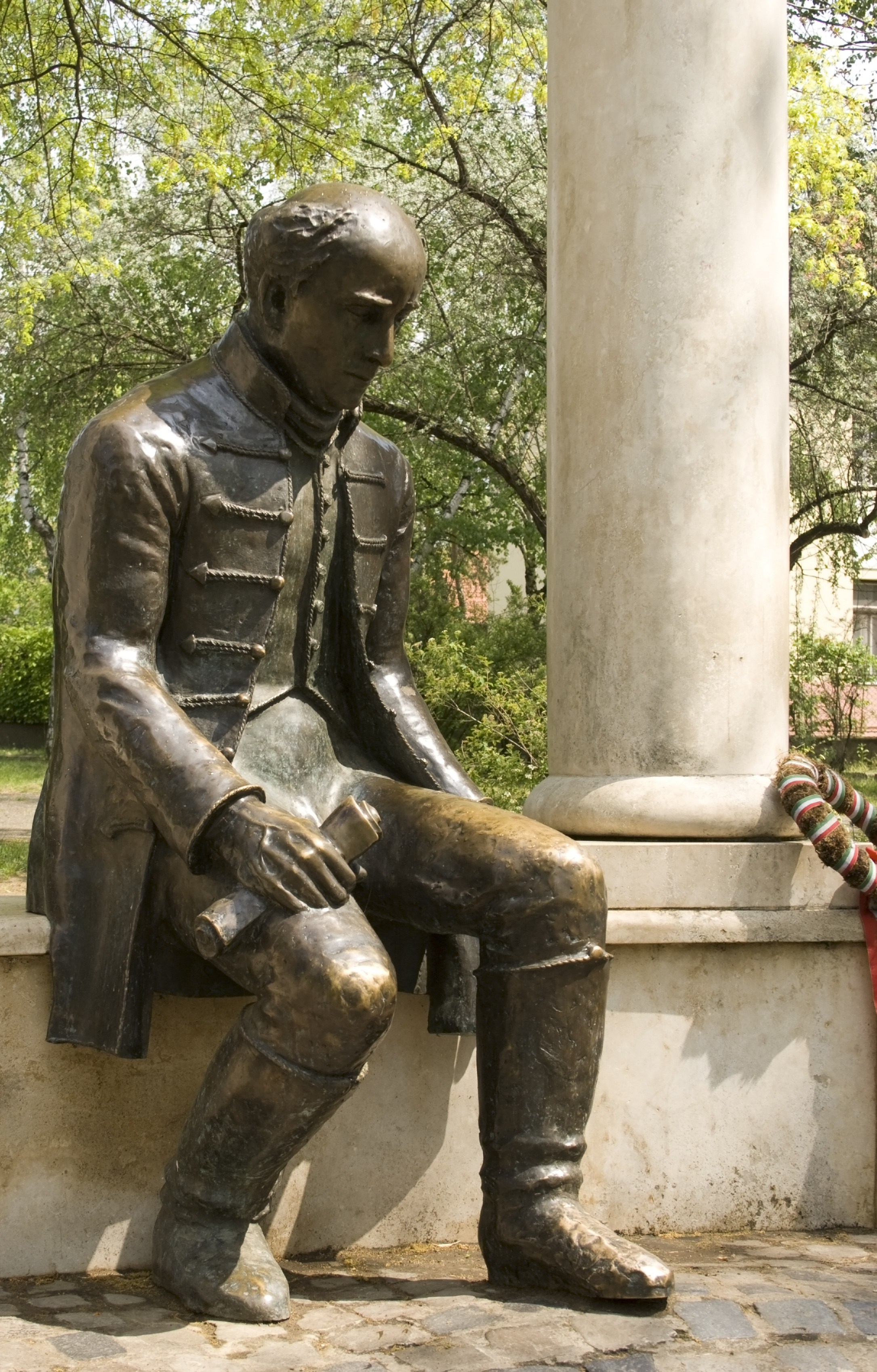
Ференц Кельчеї
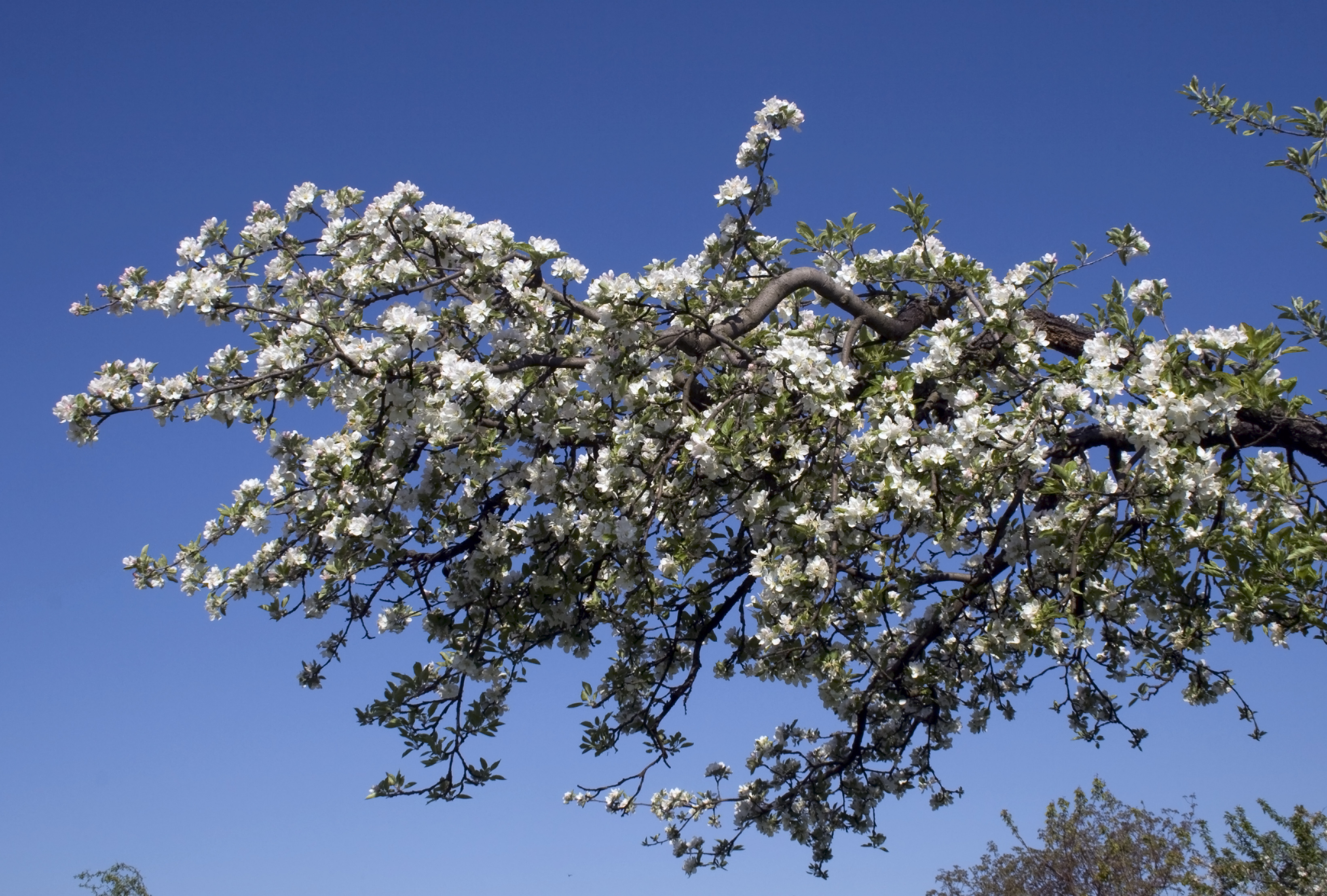